# Зульфикаров, Тимур Касымович
Тиму́р Касымович Зульфика́ров (род. 17 августа 1936, Душанбе) — русскоязычный,
таджикский поэт, прозаик и драматург, сценарист.
По данным СМИ Тимур Зульфикаров был представлен в 1991 и 2000 годах на соискание Нобелевской премии в области литературы. 
Лауреат Межгосударственной премии СНГ «Звёзды Содружества» (2019) и ряда других премий .

## Биография
Отец, Касым Зульфикаров, таджик, некоторое время был наркомом упразднённой Бухарской республики, в 1937 году репрессирован. Мать Людмила Владимировна Успенская — русская, была профессором кафедры языкознания факультета русского языка и литературы Душанбинского Государственного педагогического института. Доктор филологических наук.
Зульфикаров поступил на филологический факультет ЛГУ, затем перевёлся в Литературный институт им. Горького, который окончил в 1961 году.
Началом своего творчества считает лирико-эпическое произведение «Смерть Амира Тимура», написанное в 1971 году. Автор 20 книг прозы и поэзии, тираж которых превысил 1 миллион экземпляров. Широкую известность приобрели его романы о Ходже Насреддине, Омаре Хайяме, Иване Грозном, Амире Тимуре и монументальное повествование о жизни и загробных хождениях современного поэта — «Земные и небесные странствия поэта». Это сочинение было отмечено премией «Коллетс» (Англия) за «Лучший роман Европы-93». 
Много и плодотворно работает в области драматургии театра и кино. Автор сценариев более 20 художественных и документальных фильмов, многие из которых отмечены наградами национальных и международных фестивалей. В том числе: «Человек уходит за птицами» (реж. А. Хамраев, 1974) — МК в г. Дели, приз «Серебряный Павлин»; «Черная Курица, или Подземные жители» (реж. В. Гресь, 1980) — Главный приз Московского МК; «Миражи любви» (реж. Т. Океев, 1986) — приз «Золотая Сабля» — МК в г. Дамаске.
Регулярно печатается в периодической печати: газете «Завтра», «Литературной газете», газете «Слово».
Премии «Ника» в 2001 году был удостоен романс на стихи Зульфикарова к артхаусной мелодраме «Послушай, не идёт ли дождь» в исполнении певицы Лины Мкртчян, написанный композитором Исааком Шварцем.
Неоднократно номинировался на Бунинскую премию (2010, 2012, 2015, 2017) и только в 2017 году стал её лауреатом.
В 2009 году издательство «Художественная литература» выпустило собрание сочинений в 7 томах.
Тираж книг Тимура Зульфикарова превысил 1,5 миллион экземпляров, все произведения написаны на русском языке.
Тимур Касымович Зульфикаров член Высшего творческого совета Союза писателей России.

## Оценки творчества
Основные произведения автора переведены на 12 языков мира. В разные годы о творчестве Т. Зульфикарова писали такие критики, как Л. Анненский, В. Бондаренко, А. Геворкян, В. Коркин, В. Плетнер и другие. Были опубликованы более ста рецензий и эссе о его творчестве в крупных газетах и журналах.

Творчество 3ульфикарова в русской литературе XX века уникально даже по языку: это ритмическая, полная созвучий проза, богатая анафорами, аллитерациями, постоянными мотивами и другими формами художественных повторов, стилизованная под старину и в лексике, и в синтаксисе. Обращения к персонажам, размышления и монологи переплетаются с изложением трагического, скупо намеченного действия. В повествованиях о тиранах, например, о Тимуре в Средней Азии или Иване Грозном в средневековой России он не ставит своей целью восстановление исторического прошлого, а показывает, — интуитивно воссоздавая атмосферу прошлых эпох, — самое главное, причём это всегда религиозно обосновано, будь то ислам или христианство. <…> Ключевую роль в мировоззрении 3ульфикарова играет страдание: мудрец берет его на себя из любви к людям, царь-тиран, напротив, отрицает страдание и навязывает его другим. В экстатическом 3ульфикаров видит идеал слияния формы и содержания: его язык вызывает целый звуковой мир, передаёт духовную суть также и через бессознательное, его персонажи — и мудрецы, и тираны — понимают мир экстатически, целостно, не только разумом.
— Вольфганг Казак

## Семья
Был женат на Людмиле Климентьевне Минц (1935—2009), дочери режиссёра Климентия Минца (режиссёра картины «12 могил Ходжи Насреддина» по сценарию Тимура Зульфикарова). Дочь — Василиса Тимуровна Зульфикарова (род. 1967).

## Премии и награды
- 1991 — Лауреат премии «Хартли-Мерилл» (Голливуд) за лучший сценарий.
- 1993 — Лауреат английской премии «Коллетс» за «Лучший роман Европы-93».
- 2004 — Лауреат литературной премии «Ясная Поляна» за «Выдающееся художественное произведение русской литературы» (За книгу «Золотые притчи Ходжи Насреддина»).
- 2005 — Лауреат премии «Лучшая книга года» (За роман «Коралловая Эфа»).
- 2008 — Лауреат премии Антона Дельвига за роман «Коралловая эфа» и философско-поэтические произведения, опубликованные в «Литературной газете»[11].
- 2011 — Победитель 5-го Всероссийского поэтического конкурса «Пророк Мухаммад — милость для миров».
- 2011 — Лауреат премии В. И. Белова «Всё впереди».
- 2013 — Лауреат премии В. М. Шукшина «Светлые души».
- 2016 — Лауреат премии им. Николая Лескова «Левша» в жанре литературной публицистики.
- 2017 — Лауреат Бунинской премии (За книгу «Золотые письма любви»).
- 2019 — Лауреат Межгосударственной премии СНГ «Звёзды Содружества».

## Цитата
Теперь всякий графоман, всякий бездарный человек может нацарапать своё тленное имя на вечной Пирамиде Культуры…
В этом смысле Нобелевская премия была ориентиром, маяком для Подлинных мастеров и искушённых читателей.
Но сейчас дошло до того, что Премию получили певец Боб Дилан, репортёр – журналист Светлана Алексиевич, явная поэтическая графоманка Ольга Токарчук, не имеющие никакого отношения к тому высокому идеализму, о котором говорил основоположник Премии Альфред Нобель.
— Тимур Зульфикаров